# Zdeněk Virt
Zdeněk Virt (2. listopadu 1925 Praha – 30. května 2008 tamtéž) byl český fotograf zabývající se také malbou, různými grafickými technikami, plakáty a ilustracemi. Byl dlouholetým pedagogem na FAMU.
Světově nejznámější je jeho fotografická tvorba z šedesátých a začátku sedmdesátých let ve stylu Op-Art.
Byl absolventem Státní grafické školy a Vysoké školy uměleckoprůmyslové (UMPRUM) v ateliéru Františka Tichého. Jeho spolužáky i z ostatních ateliérů byli například Zbyněk Sekal, Stanislav Podhrázský, Libor Fára, Rudolf Štafa, Mikuláš Medek, Josef Lehoučka či Alena Ladová (znali se již ze studií na „grafické”).
Výtvarník Zdeněk Virt pronikl i do světa filmu, kde jeho snímky aktů byly využívány jako dominantní rekvizity. Jednalo se například o detektivní trilogii „Alibi“… režiséra Vladimíra Čecha. Ve třetím filmu, „Alibi na vodě“ (1965), sehrály fotografie Ivany Striničové, roz. Herglotzové, důležitou roli. Použité fotografie byly již vytvořeny i ve stylu Op-Art, jehož důležitým představitelem se Zdeněk Virt záhy stal nejen u nás, ale i na mezinárodní úrovni. 